# 예하

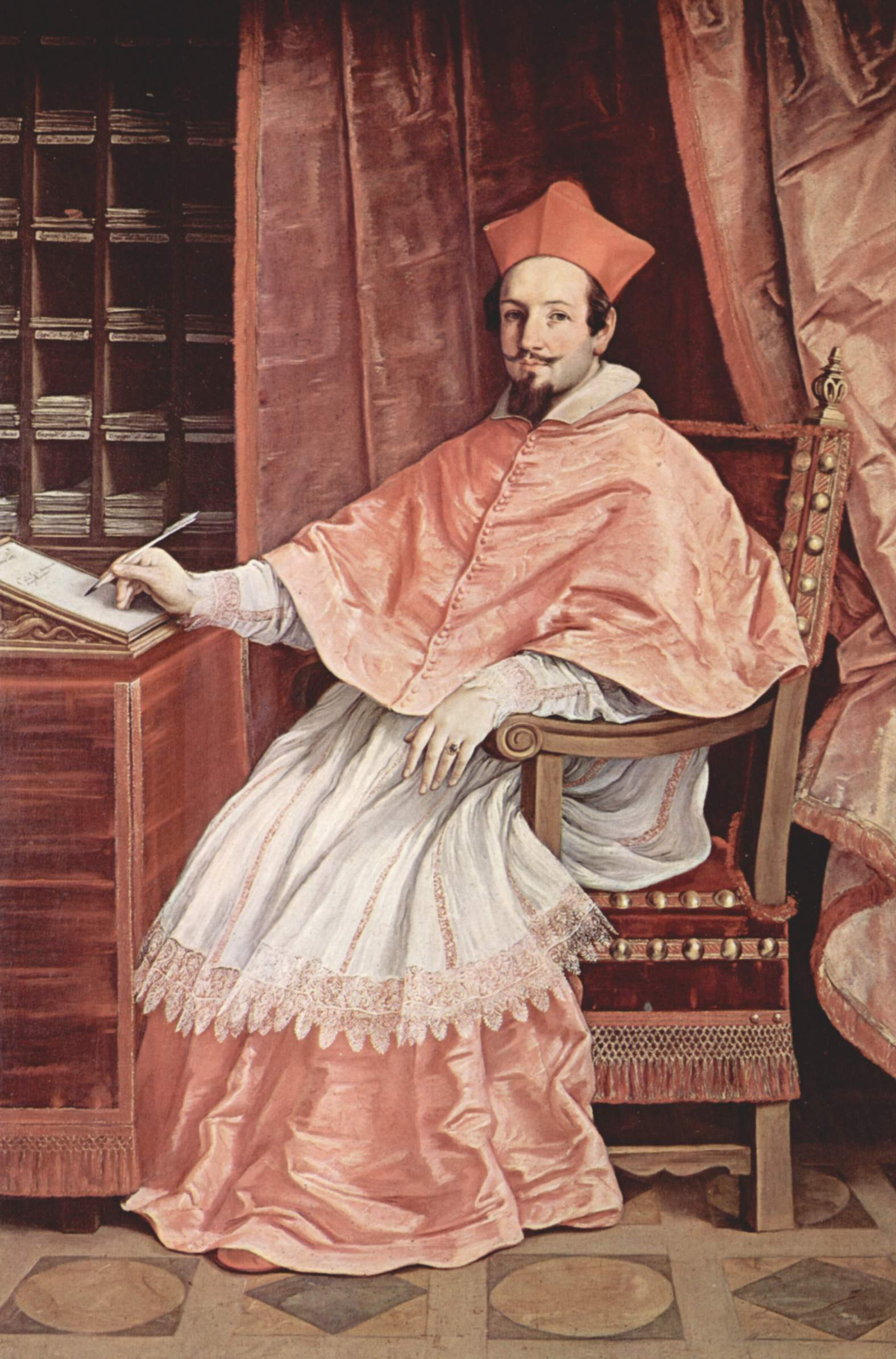
베르나르디노 스파다 추기경.

예하(猊下, His Eminence; H. Em)란 고위 종교인에게 사용하는 호칭이다. 천주교의 추기경이나 기사단 총장, 불교의 종정 등에게 사용한다. 종교의 총본산 수장(교황, 세계 총대주교 등)에게 사용하는 성하(聖下)보다 한 단계 격이 낮다.
한국 천주교에서는 전하를 역어로 사용한다.